# Мілковиці-Янкі
Мілковиці-Янкі (пол. Miłkowice-Janki) — село в Польщі, у гміні Дорогичин Сім'ятицького повіту Підляського воєводства.
Населення — 68 осіб (2011).
У 1975-1998 роках село належало до Білостоцького воєводства.

## Демографія
Демографічна структура станом на 31 березня 2011 року:
|          | Загалом | Допрацездатний вік | Працездатний вік | Постпрацездатний вік |
| -------- | ------- | ------------------ | ---------------- | -------------------- |
| Чоловіки | 37      | 8                  | 28               | 1                    |
| Жінки    | 31      | 8                  | 16               | 7                    |
| Разом    | 68      | 16                 | 44               | 8                    |